# Echinocorys
Echinocorys és un gènere extint d'Echinoidea o eriçons de mar que van viure entre el Cretaci superior i el Paleocè. El gènere pertany a la família Holasteridae. S'han trobat restes a Àsia, Europa i Amèrica del Nord. A Espanya, és molt freqüent i a Catalunya apareix en abundància a la Zona de Prats de Carreu, on és recol·lectat i venut il·legalment per l'empresa barcelonina Natura Kucera, en la seva propia botiga i en fires internacionals com p.e. Expominer.